# Simaba obovata
Simaba obovata là một loài thực vật có hoa trong họ Thanh thất. Loài này được Spruce ex Engl. miêu tả khoa học đầu tiên năm 1874.